# Gaultheria leucocarpa
Gaultheria leucocarpa là một loài thực vật có hoa trong họ Thạch nam. Loài này được Carl Ludwig von Blume mô tả khoa học đầu tiên năm 1826.

## Các chủng
- Gaultheria leucocarpa var. crenulata (Kurz) T.Z.Hsu: Điền bạch châu, bạch châu lông cứng.
- Gaultheria leucocarpa var. cumingiana (S.Vidal) T.Z.Hsu: Gan tiền trái trắng, bạch châu thụ. Chủng này có ở vùng núi cao Việt Nam (Cao Lạng, Hoàng Liên Sơn, Kông Tum).
- Gaultheria leucocarpa var. melanocarpa J.J.Sm. ex Steenis: Gan tiền trái đen. Chủng này có ở vùng núi cao Việt Nam (Sa Pa).
- Gaultheria leucocarpa var. psilocarpa (H.F.Copel.) Sleumer
- Gaultheria leucocarpa var. seminuda J.J.Sm.
- Gaultheria leucocarpa var. yunnanensis (Franch.) T.Z.Hsu & R.C.Fang: Bạch châu Vân Nam, bạch châu Bình Biên.